# Iurik Vardanian
Iurik Vardanian (em armênio/arménio:  Յուրիկ Վարդանյան, em russo:  Юрик Норайрович Варданян; 13 de junho de 1956, em Leninakan – 1 de novembro de 2018, RSS da Arménia) foi um armênio, campeão mundial e olímpico em halterofilismo pela União Soviética.
Vardanian é um dos mais bem-sucedidos levantadores olímpicos: foi sete vezes campeão mundial entre 1977 e 1985 (nas categorias até 75 e 82,5 kg) e estabeleceu 41 recordes mundiais — 15 no arranque, 15 no arremesso e 11 no total combinado, em três categorias de peso distintas (até 75, 82,5 e 90 kg).
Entre suas melhores marcas, incluem-se:
- Arranco — 182,5 kg kg na categoria até 82,5 kg
- Arranco — 190 kg na categoria até 90 kg
- Arremesso — 228 kg na categoria até 90 kg
- Arremesso — 224 kg na categoria até 82,5 kg
- Total combinado — 405 kg na categoria até 82,5 kg
- Total combinado — 415 kg na categoria até 90 kg

Ele 1977 ganhou o título de Mestre de Honra do Desporto da URSS e em 1985 recebeu a Ordem de Lenin. Em 1994 foi eleito para o Weightlifting Hall of Fame.
Em 1991, com a queda da União Soviética, Vardanian emigrou para os Estados Unidos, estabelecendo-se em Los Angeles e entre 2014 a 2017 serviu como embaixador da Armênia na Geórgia. Ele morreu aos 62 anos.